# Mylodon
A Mylodon az emlősök (Mammalia) osztályának vendégízületesek (Xenarthra) öregrendjébe, ezen belül a szőrös vendégízületesek (Pilosa) rendjébe és a fosszilis Mylodontidae családba tartozó nem. A nemhez egy faj tartozott, amely Dél-Amerikában fordult elő és körülbelül ötezer évvel ezelőtt halt ki.

## Taxonómia

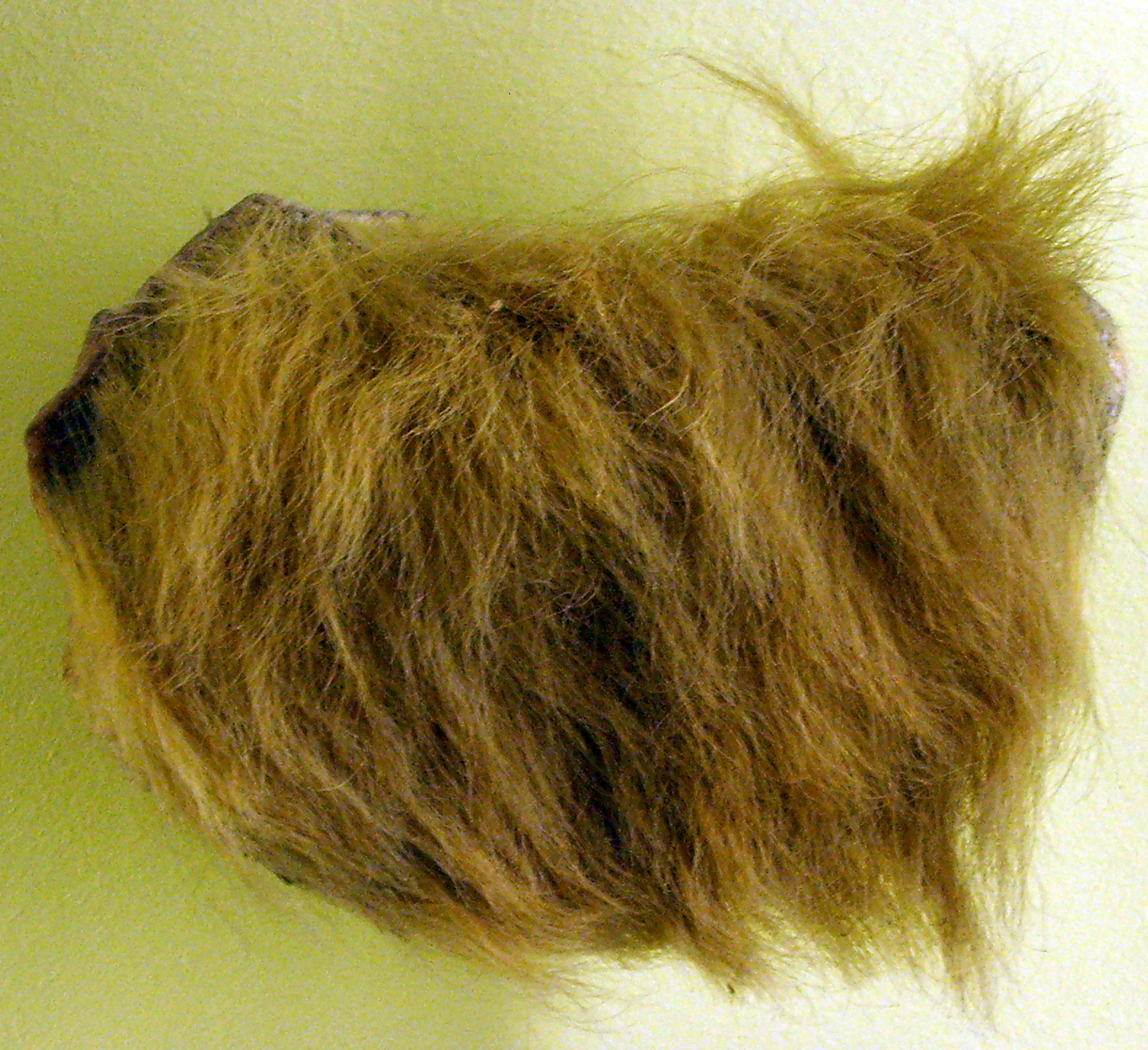
Bundájának maradványa a berlini természettudományi múzeum gyűjteményében

A Mylodon rokonságban állt az őslajhárok közé tartozó Glossotherium és Paramylodon nem fajaival; e két nemet gyakran összekeverik, de a Paramylodon egy külön taxon, melynek fajai a pleisztocénkori Észak-Amerikában fordultak elő. A Glossotherium fajokat szintén gyakran keverik össze a Mylodonnal, utóbbihoz azonban a tudomány mai állása szerint csak egy faj, a Mylodon darwini sorolható. Egy időben az elefánt-méretű Megatheriumot is a Mylodon nem közeli rokonának gondolták, de az újabb megállapítások szerint ez egy külön családba (Megatheriidae) tartozik.

## Leírása
A kifejlett Mylodon körülbelül egy tonnát nyomott és elérte a három méteres testhosszúságot. Nagyon vastag bőre volt, elcsontosodott részekkel (osteoderma), amelyek gyakorlatilag egy páncélzatot képeztek az állat számára. Ennek a pálcélzatnak köszönhetően, valamint azért, mert lábain igen hosszú, éles karmokat viselt, nem valószínű, hogy a Mylodonnak bármilyen természetes ellensége lett volna, leszámítva az embereket, de még nekik is nehézséget jelenthetett e páncélszerű bőrt átütni kőből készült fegyvereikkel.[forrás?]

## Paleobiológia

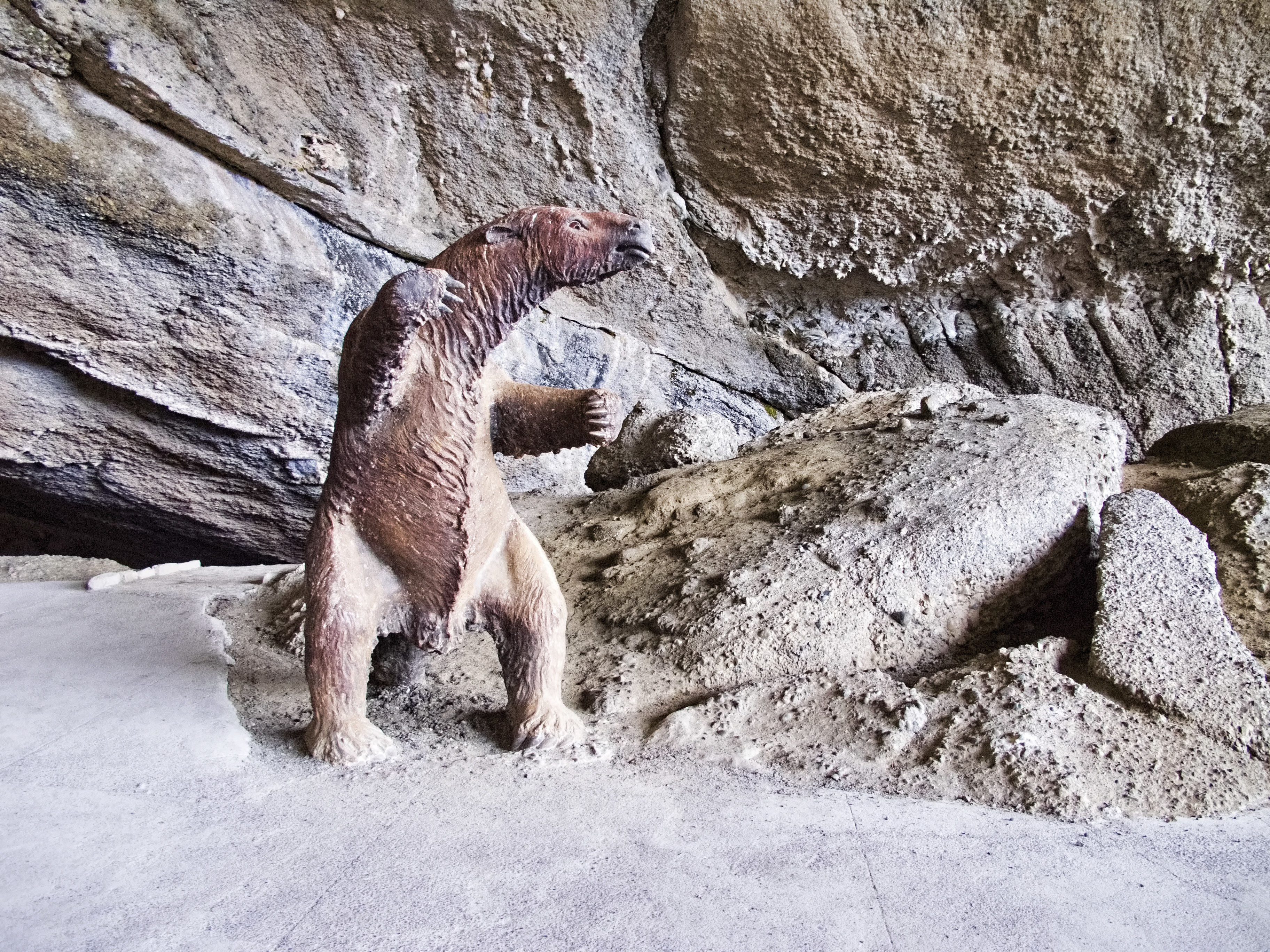
Az állat modellje azon a chilei (patagóniai) lelőhelyen, ahol 1896-ban jelentős fosszíliáit fedezték fel

A Mylodont hagyományosan növényevő, különösebb válogatás nélkül táplálkozó állatnak tekintették, amely főként nyílt területeken táplálkozott; e feltételezést egyrészt arra alapozták, hogy milyen élőhelyi környezetből kerültek elő a leletei, illetve milyen növényi maradványokat mutattak ki a fosszilizálódott ürülékmaradványaiból. Újabb kelető, a biomechanikára és funkcionális morfológiára alapozott kutatások azonban arra utalnak, hogy a Mylodon inkább vegyes vagy szelektív táplálkozású lehetett.
Az Argentína és Chile különböző területein talált nagy számú Mylodon-lelet arra is utal, hogy a faj tág tűrésű volt a környezeti tényezők tekintetében. Valószínűleg képes volt belakni arid és szemiarid klímájú területeket éppúgy, mint hideg éghajlatú vidékeket, előfordult nedves és meleg klímájú területeken, illetve hegyvidéki övezetekben egyaránt.

## Felfedezése

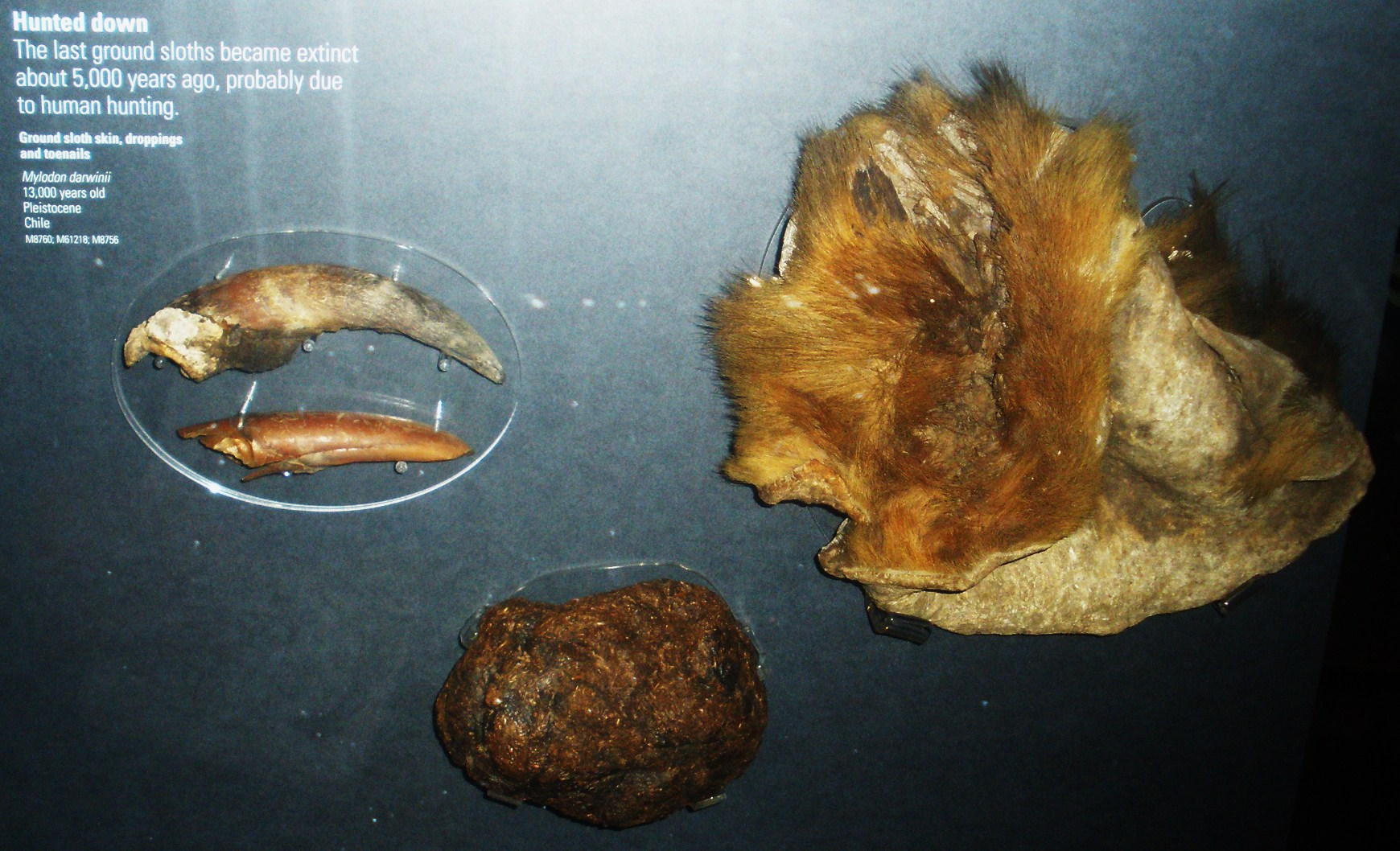
Karmok, ürülékmaradvány és bőrdarab a londoni Natural History Museumban

Számos lelőhelyen sikerült felfedezni búvóhelyeit, ürülékmaradványait és bőrének darabjait, gyakran olyan jól megőrzött állapotban, hogy az azokat felfedező emberek azt feltételezték, hogy azok egy recens, jelenleg is élő fajhoz tartoznak, nem kihalt állathoz. A Mylodon génusznevet Richard Owen adta, egy majdnem teljes épségben előkerült alsó állkapocs alapján, amit Charles Darwin talált egy kavicsos sziklában, Bahía Blancánál, a Beagle-lel tett második kutatóútja során, 1832-ben vagy 1834-ben.
Jól megőrzött Mylodon maradványokat fedeztek fel 1896-ban a Milodón-barlang elnevezésű, patagóniai lelőhelyen, a Cerro Benítez déli oldalán, Chilében. A maradványok más korai patagóniai állatok csontjaival együtt kerültek elő, ezeket az időszámítás előtt 10 000-es éveknél korábbra datálták.
A frissnek látszó bőr- és ürülékmaradványok felfedezése egy kisebbfajta expedíciós hullámot idézett elő a 20. század elején, mert sok kutató remélte, hogy akár élő példányt is sikerül felfedezni belőle. Időközben e leletek többségéről beigazolódott, hogy hozzávetőleg tízezer évesek lehetnek, és a lelőhelyeik speciális barlangi klímájának köszönhetően maradhattak meg ennyire jó állapotban, szinte frissnek látszónak.

## Rendszerezés
A nembe a mai ismeretink szerint egy faj tartozott, a kihalt †Mylodon darwini.

## Fordítás
- Ez a szócikk részben vagy egészben  a   Mylodon című angol Wikipédia-szócikk fordításán alapul.  Az eredeti cikk szerkesztőit annak laptörténete sorolja fel. Ez a jelzés csupán a megfogalmazás eredetét és a szerzői jogokat jelzi, nem szolgál a cikkben szereplő információk forrásmegjelöléseként.